# 支配階級
支配階級（しはいかいきゅう）とは、社会学用語の一つ。これは社会において勢力を持っており、このことから社会を支配することとなる階級のことを言う。このような階級になるのは政治や経済において力を持っているためである。統治階級や特権階級とも言う。
共産党宣言によれば、ある時代に支配的となっている思想というのは、常にその時代の支配階級によって持たれている思想に過ぎないとのこと。共産党宣言の理想ではプロレタリアートは民主主義の社会において政治的に勝つことで支配階級に就き、ブルジョアジーから一切の資本を奪い取り、支配階級であるプロレタリアートの所有物として生産力の向上を目指すのであるが、これは国家の所有物を活用することで国力を向上させるということでもあった。